# IC 443
IC 443 (Sharpless 248) — туманность, являющаяся остатком сверхновой в созвездии Близнецы.

## Характеристики
На небе располагается возле звезды Эта Близнецов. От Земли находится на расстоянии около 5000 световых лет. Объект был открыт немецким астрономом Максом Вольфом 25 сентября 1892 года.
IC 443 является остатком сверхновой, которая вспыхнула от 5000 до 30000 лет назад. То же самое событие, вероятно, создало нейтронную звезду CXOU J061705.3 + 222127. Туманность IC 443 имеет угловой размер 50 угловых минут (для сравнения, полная Луна имеет угловой размер 30 угловых минут), что соответствует физическому размеру примерно 70 световых лет (20 парсек).

## Морфология

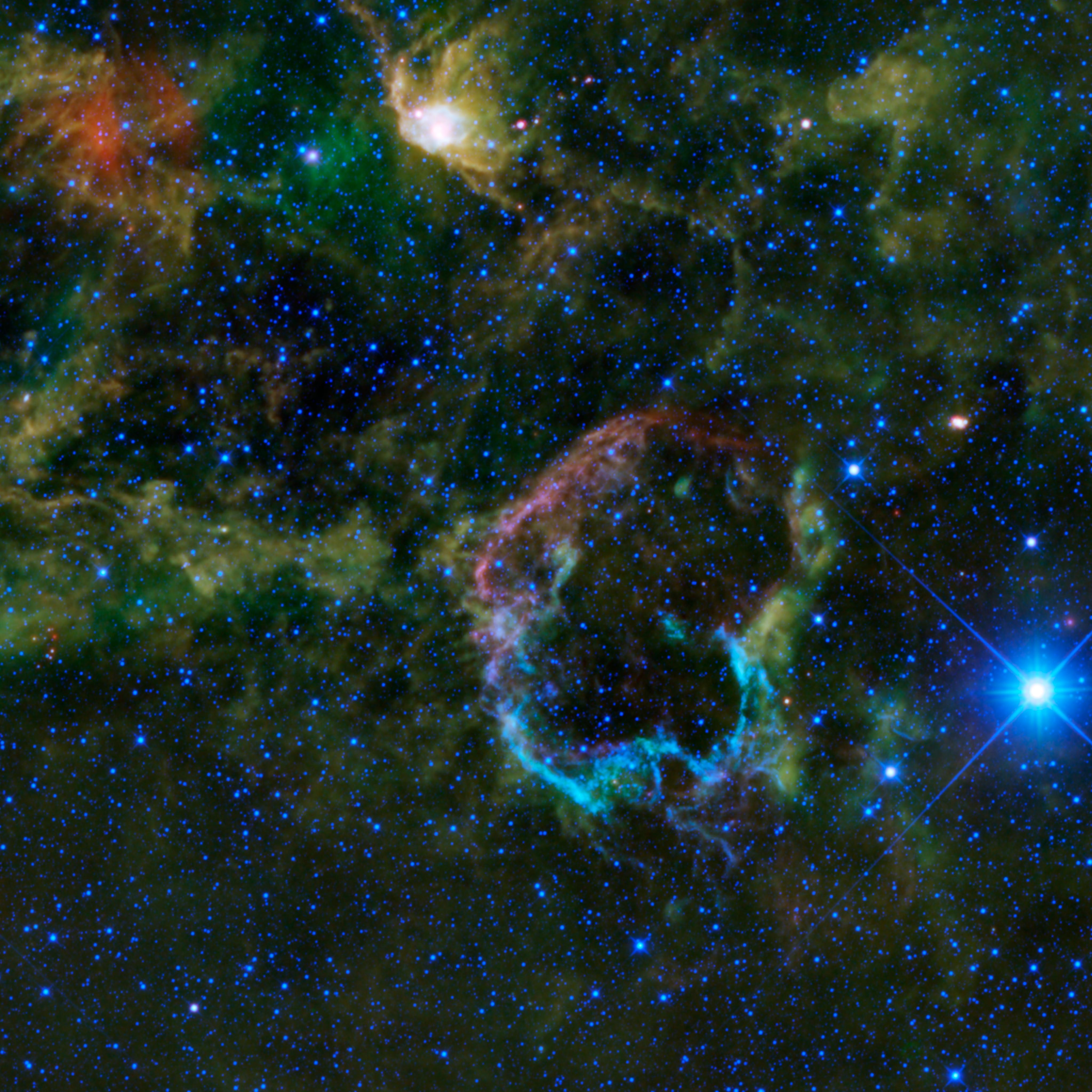
изображение IC 443, полученное телескопом WISE

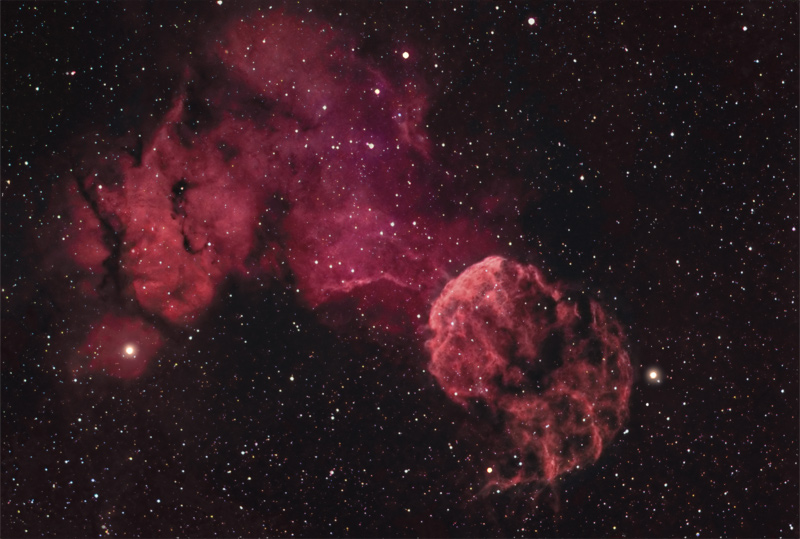
Широкоугольное изображение IC 443. Видны звезды η (справа) и μ (слева) Близнецов, диффузное излучение S249 (север) и часть оболочки G189.6 + 3.3 (в центре).

Структура туманности довольно сложна, но при этом является одной из самых изученных. В оптическом и радиодиапазоне IC 443 выглядит как две ракушки с разными центрами и радиусами.
Вероятно, сверхновая — прародитель туманности вспыхнула в регионе с большим количеством плотных разнородных облаков, и ударная волна очищает межзвездную среду.
На юго-востоке взрывная волна сверхновой взаимодействует с очень плотным (~ 10000 см−3) и комковатым молекулярным облаком, так что испускающая свет область столкновения имеет форму кольца. Ударная волна сильно тормозится облаком и двигается с расчетной скоростью примерно 30-40 км/с.
Также в этой области обнаружено и мазерное излучение ОН (1720 МГц), которое является надежным индикатором взаимодействия между ударной волной и плотными молекулярным облаком.
На северо-востоке туманности наблюдаются не кольцо, а яркие оптические нити, что означает взаимодействие ударной волны с сильно разнородной по плотности средой. Здесь волна наталкивается на плотную стену нейтрального водорода (HI), но просачивается в менее плотную среду (~ 10—1000 см−3) с гораздо более высокой скоростью (80—100 км/с), чем с южной стороны.
Сочетание кольца и нитей делает туманность похожей по форме на медузу.
В западном регионе ударная волна распадается в более однородной и разреженной среде..
В рентгеновском диапазоне наблюдается также несколько интересных структур, но только в мягком диапазоне и ультрафиолете. В этом диапазоне в центре наблюдается пик, что соответствует наличию пульсара и излучению плериона. От пульсара наблюдается стреловидный след, образовавшийся при движении нейтронной звезды сквозь горячий газ. Направление этого следа не совпадает с направлением на видимый центр остатка. Это несовпадение позволяет предположить, что место взрыва было смещено относительно центра, или что быстро движущийся газ туманности оказал на след сильное влияние.
Рентгеновское же излучение оболочки туманности имеет тепловое происхождение, а значит к плериону не относится.
Оптическое и рентгеновское излучение сильно поглощаются гигантским молекулярным облаком на переднем плане, пересекая всю туманность с северо-запада на юго-восток.
Дополнительной трудностью в изучении морфологии является положение туманности и наличие большого количества объектов в той же области неба: область HII S249, несколько молодых звезд (членов ассоциации GEM OB1) и остаток сверхновой G189.6 + 3.3. Ранее G189.6 + 3.3 даже считался частью туманности.